# البنك الوطني الجزائري
البنك الوطني الجزائري، تأسّس في 13 يونيو 1966، يقوم بكل نشاطات مصرف الإيداع لا سيما أنّه يؤمّن الخدمة المالية للتجمّعات المهنية للمؤسسات. يعالج كلّ العمليات المصرفية، للصّرف والقرض في إطار التّشريع وتنظيم المصارف.
| مؤشرات          | 1999      | 2000      |
| --------------- | --------- | --------- |
| رأسمال اجتماعي  | 8000      | 8000      |
| أموال صافية     | 17 936    | 22 225    |
| قروض للزبائن    | 185 234   | 212 096   |
| إيداعات الزبائن | 219 810   | 240 413   |
| ناتج صافي.      | 1 884     | 377       |
| حسابات الزبائن  | 1 294 943 | 1 394 627 |
| عدد الوكالات    | 167       | 169       |
| تعداد عام       | 5 304     | 5 390     |